# Anisopygia jocosicluna
Anisopygia jocosicluna är en kackerlacksart som beskrevs av Henri Saussure 1893. Anisopygia jocosicluna ingår i släktet Anisopygia och familjen småkackerlackor.
Artens utbredningsområde är Guatemala. Inga underarter finns listade i Catalogue of Life.